# Martin Dieminger
Martin Dieminger († 18. Juli 1460) war ein deutscher Geistlicher.
Dieminger wurde am 13. November 1450 zum Titularbischof von Adramyttium und Weihbischof in Augsburg ernannt. 1452 weihte Kardinal Peter von Schaumberg, Bischof von Augsburg, ihn zum Bischof.